# Lijst van oorlogsmonumenten in Súdwest-Fryslân

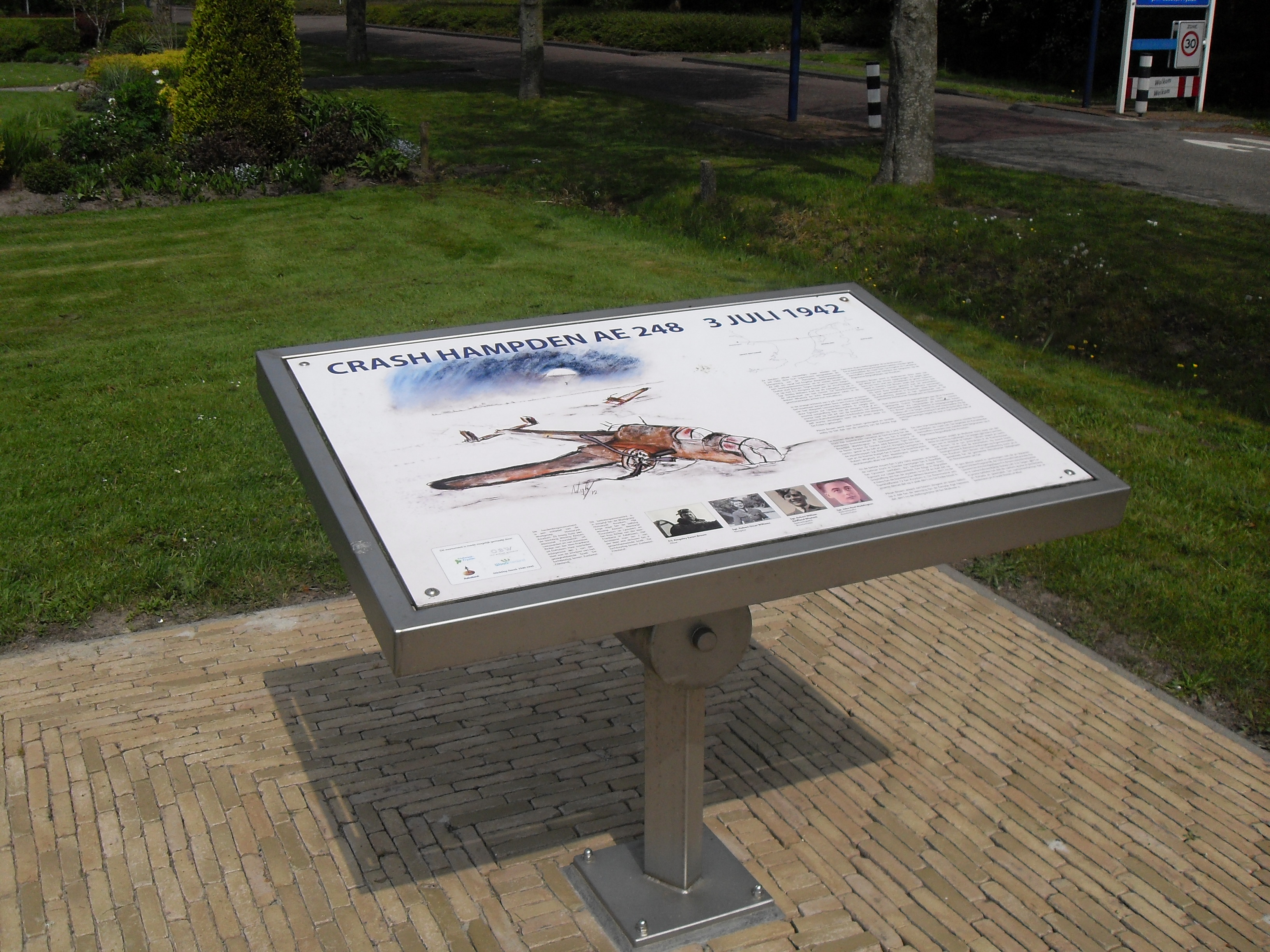

De Nederlandse gemeente Súdwest-Fryslân heeft 74 oorlogsmonumenten. Hieronder een overzicht. 
| Nr.  | Object                                                                                   | Herdachte groep | Ontwerper                                                                     | Onthulling        | Type               | Locatie                                                 | Plaats         | Coördinaten                   | Foto                                                                                     |
| ---- | ---------------------------------------------------------------------------------------- | --- | ----------------------------------------------------------------------------- | ----------------- | ------------------ | ------------------------------------------------------- | -------------- | ----------------------------- | ---------------------------------------------------------------------------------------- |
| 97   | Bevrijdingsboom                                                                          | geallieerde militairen, overig | Dhr. G. N. Manak (ontwerp), leerlingen van de Ambachtsschool (uitvoering)     | 15 april 1946     | boom               | Iepenlaan, 8603 CE                                      | Sneek          | 53° 2' 13" NB, 5° 40' 6" OL   | Bevrijdingsboom                                                                          |
| 98   | Monument op het Regiment Perthplein                                                      | geallieerde militairen, overig |                                                                               | 1 mei 1995        | zuil               | Regiment Perthplein, 8603                               | Sneek          | 53° 2' 43" NB, 5° 40' 16" OL  | Monument op het Regiment Perthplein                                                      |
| 99   | Rotonde op het Regiment Perthplein                                                       | geallieerde militairen, overig |                                                                               | Fryslân           | zuil               | Regiment Perth-plein, 8603                              | Sneek          | 53° 2' 43" NB, 5° 40' 16" OL  |                                                                                          |
| 100  | Kinderschoentjes                                                                         | geallieerde militairen |                                                                               |                   | overig             | Marktstraat, 8601 CR                                    | Sneek          | 53° 1' 57" NB, 5° 39' 33" OL  | Kinderschoentjes                                                                         |
| 143  | Monument op de Algemene begraafplaats                                                    | verzet Nederland |                                                                               |                   | gedenksteen        | Spoardyk, 8711 CK                                       | Workum         | 52° 58' 32" NB, 5° 26' 57" OL |                                                                                          |
| 144  | Gedenkramen in de N.H. kerk                                                              | overig |                                                                               |                   | glas-in-lood       |                                                         | Workum         | 52° 58' 45" NB, 5° 26' 36" OL |                                                                                          |
| 145  | Oorlogsmonument                                                                          | militairen in dienst van het Ned. Kon. na 1945, burgerslachtoffers, verzet Nederland                                                       |                                                                               |                   | plaquette          |                                                         | Schraard       | 53° 4' 51" NB, 5° 27' 7" OL   |                                                                                          |
| 146  | Monument op de N.H. begraafplaats                                                        | verzet Nederland |                                                                               |                   | plaquette          |                                                         | Oudega         | 52° 59' 32" NB, 5° 32' 56" OL |                                                                                          |
| 147  | Wandbord in het gemeentehuis                                                             | overig | Tichelaar                                                                     | 24 november 1941  | overig             | Merk 1, 8711 CL                                         | Workum         | 52° 58' 46" NB, 5° 26' 35" OL |                                                                                          |
| 148  | Monument aan de Bolswarderweg                                                            | verzet Nederland | Bouwbedrijf Schakel                                                           | 20 augustus 1951  | zuil               | Bolswarderweg, 8759 LA                                  | Exmorra        | 53° 3' 24" NB, 5° 27' 60" OL  |                                                                                          |
| 149  | Monument voor Christiaan Boers en Q.J. Ham                                               | militairen in dienst van het Ned. Kon. 1940-1945                                                                                           |                                                                               | 14 mei 1946       | plaquette          |                                                         | Kornwerderzand | 53° 4' 25" NB, 5° 20' 13" OL  | Monument voor Christiaan Boers en Q.J. Ham                                               |
| 150  | Verzetsmonument                                                                          | verzet Nederland | Nina Baanders-Kessler (beeld), M. Zijlstra (muur)                             | 3 mei 1952        | beeld/sculptuur    | Ds. L. Touwenlaan, 8754 BP                              | Makkum         | 53° 3' 26" NB, 5° 24' 23" OL  | Verzetsmonument                                                                          |
| 153  | Monument aan de Elshoutbuurt                                                             | overig | Frits Sieger (07-02-1925)                                                     | 19 november 1947  | zuil               | Elshoutbuurt, 8823 SV                                   | Lollum         | 53° 7' 31" NB, 5° 31' 54" OL  | Monument aan de Elshoutbuurt                                                             |
| 155  | Monument aan de Hemdijk                                                                  | algemeen | Simon Veenstra                                                                | 1 december 1954   | overig             | Hemdijk, 8601 XH                                        | Sneek          | 53° 1' 56" NB, 5° 38' 38" OL  |                                                                                          |
| 160  | Monument in de prof. mr. P.S. Gerbrandyschool                                            | overig | Maria van Everdingen                                                          |                   | beeld/sculptuur    | Frieswijkstraat, 8607 AV                                | Sneek          | 53° 1' 36" NB, 5° 39' 27" OL  |                                                                                          |
| 161  | Gerbrandy-monument                                                                       | overig | Maria van Everdingen                                                          | 14 oktober 1976   | beeld/sculptuur    | Schaapmarktplein, 8601 CE                               | Sneek          | 53° 1' 57" NB, 5° 39' 39" OL  | Gerbrandy-monument                                                                       |
| 162  | Gedenkraam in de Martinikerk                                                             | geallieerde militairen | Pieter A.H. Hofman                                                            | 3 september 1949  | glas-in-lood       | Grote Kerkstraat 5, 8601 ED                             | Sneek          | 53° 1' 55" NB, 5° 39' 32" OL  | Gedenkraam in de Martinikerk                                                             |
| 163  | Gedenksteen voor Gesneuvelde Canadezen                                                   | geallieerde militairen |                                                                               | 17 september 1947 | gedenksteen        | Grote Kerkstraat, 8601 ED                               | Sneek          | 53° 1' 55" NB, 5° 39' 32" OL  | Gedenksteen voor Gesneuvelde Canadezen                                                   |
| 164  | Gedenkpaneel in de Martinikerk                                                           | militairen in dienst van het Ned. Kon. 1940-1945, verzet Nederland                                                                         | Titte Blom                                                                    |                   | overig             | Grote Kerkstraat 5, 8601 ED                             | Sneek          | 53° 1' 55" NB, 5° 39' 32" OL  | Gedenkpaneel in de Martinikerk                                                           |
| 165  | Monument voor de familie Lever                                                           | verzet Nederland |                                                                               |                   | begraafplaats/graf |                                                         | Sneek          | 53° 2' 1" NB, 5° 39' 40" OL   |                                                                                          |
| 166  | Op de bres voor een ander                                                                | verzet Nederland | Maria van Everdingen                                                          | 13 oktober 1969   | reliëf             | Jancko Douwamastraat 35, 8602 BK                        | Sneek          | 53° 2' 33" NB, 5° 39' 23" OL  |                                                                                          |
| 168  | Monument in de Zuiderkerk                                                                | militairen in dienst van het Ned. Kon. 1940-1945, verzet Nederland                                                                         | Ir. S.S. van der Zee (ontwerp), Firma Hofstra (uitvoering)                    | 31 december 1946  | plaquette          | Rienk Bockemakade 7, 8601 AC                            | Sneek          | 53° 1' 43" NB, 5° 39' 35" OL  |                                                                                          |
| 194  | Monument voor Meinte Jansen                                                              | militairen in dienst van het Ned. Kon. na 1945                                                                                             |                                                                               |                   | gedenksteen        |                                                         | Stavoren       | 52° 52' 56" NB, 5° 21' 37" OL |                                                                                          |
| 204  | Plaquette, voorheen in het gemeentehuis, later verplaatst naar de algemene begraafplaats | militairen in dienst van het Ned. Kon. na 1945, burgerslachtoffers, verzet Nederland                                                       | Steenhouwerij Arends                                                          | 5 mei 1970        | plaquette          | Kerkhoflaan                                             | Koudum         | 52° 54' 41" NB, 5° 26' 42" OL | Plaquette, voorheen in het gemeentehuis, later verplaatst naar de algemene begraafplaats |
| 205  | Pentekening in het gemeentehuis                                                          | overig | Leon Senf                                                                     |                   | overig             | Dammenseweg 16, 8723 CN                                 | Koudum         | 52° 54' 48" NB, 5° 27' 7" OL  |                                                                                          |
| 233  | Gedenkraam in het gemeentehuis (IJlst)                                                   | geallieerde militairen, militairen in dienst van het Ned. Kon. 1940-1945, burgerslachtoffers, verzet Nederland                             | Julie Kropholler (ontwerp), W.E. Vahrenkamp (uitvoering)                      |                   | glas-in-lood       | Stadslaan 75, 8651 AC                                   | IJlst          | 53° 0' 51" NB, 5° 36' 60" OL  | Gedenkraam in het gemeentehuis (IJlst)                                                   |
| 235  | De strijd bij Wellebrug                                                                  | verzet Nederland |                                                                               |                   | plaquette          |                                                         | Koufurderrige  | 52° 57' 1" NB, 5° 39' 13" OL  |                                                                                          |
| 236  | Oorlogsmonument                                                                          | algemeen | Steenhouwerij Van der Zee                                                     |                   | gedenksteen        | Schoolstraat, 8751 TG                                   | Zurich         | 53° 6' 44" NB, 5° 23' 38" OL  | Oorlogsmonument                                                                          |
| 237  | Plaquette in de N.H. kerk                                                                | overig |                                                                               |                   | plaquette          | Zeedijk 6, 8757 JV                                      | Gaast          |                               |                                                                                          |
| 238  | Monument voor de gebroeders van den Berg                                                 | verzet Nederland | Bertus Bijlstra (ontwerp), Koper- en Metaalgieterij Sillen & Co. (uitvoering) | 3 mei 1981        | plaquette          | Vallaat 40                                              | Makkum         | 53° 3' 17" NB, 5° 24' 17" OL  | Monument voor de gebroeders van den Berg                                                 |
| 239  | Plaquette in de N.H. kerk                                                                | overig |                                                                               |                   | plaquette          | Buren 2, 8761 PC                                        | Ferwoude       | 53° 0' 20" NB, 5° 25' 60" OL  |                                                                                          |
| 240  | Gedenkbord in de N.H. kerk                                                               | overig |                                                                               |                   | overig             | Greate-Pierwei 11, 8821 LV                              | Kimswerd       | 53° 8' 18" NB, 5° 26' 55" OL  |                                                                                          |
| 241  | Monument Simon Sipmastraat                                                               | militairen in dienst van het Ned. Kon. 1940-1945, burgerslachtoffers, verzet Nederland                                                     |                                                                               | 17 april 1981     | gedenksteen        | Simon Sipmastraat, 8821 MA                              | Kimswerd       | 53° 8' 26" NB, 5° 26' 3" OL   |                                                                                          |
| 243  | The Perth Regiment                                                                       | geallieerde militairen | Koninklijke Makkumer Aardewerk- en Tegelfabrieken                             | 1 oktober 1945    | overig             | Marktstraat, 8601 CR                                    | Sneek          | 53° 1' 57" NB, 5° 39' 33" OL  | The Perth Regiment                                                                       |
| 248  | Grafmonument                                                                             | vervolgden Nederland, verzet Nederland |                                                                               |                   | gedenksteen        | Kerkhoflaan, 8723 BW                                    | Koudum         | 52° 54' 34" NB, 5° 26' 40" OL |                                                                                          |
| 360  | Joods monument (1)                                                                       | vervolgden Nederland |                                                                               | 4 mei 1972        | gedenksteen        | Marktstraat 15, 8601 CR                                 | Sneek          | 53° 1' 57" NB, 5° 39' 32" OL  | Joods monument (1)                                                                       |
| 381  | Oorlogsmonument                                                                          | militairen in dienst van het Ned. Kon. na 1945, militairen in dienst van het Ned. Kon. 1940-1945, burgerslachtoffers, vervolgden Nederland | Steenhouwerij 'De Steenklip'                                                  | 4 mei 1988        | zuil               | Jeltewei 3, 8771 SJ                                     | Hommerts       | 52° 59' 1" NB, 5° 39' 0" OL   | Oorlogsmonument                                                                          |
| 386  | Monument aan de Buorren                                                                  | militairen in dienst van het Ned. Kon. 1940-1945                                                                                           |                                                                               | 4 mei 1995        | gedenksteen        | Buorren 59, 8624 TL                                     | Uitwellingerga | 53° 0' 11" NB, 5° 42' 18" OL  | Monument aan de Buorren                                                                  |
| 387  | Monument bij de N.H. kerk                                                                | militairen in dienst van het Ned. Kon. na 1945, militairen in dienst van het Ned. Kon. 1940-1945, burgerslachtoffers                       |                                                                               |                   | plaquette          | Tsjerkegreft 1, 8771 SJ                                 | Nijland        | 53° 3' 5" NB, 5° 34' 38" OL   |                                                                                          |
| 532  | Monument op de Algemene begraafplaats                                                    | burgerslachtoffers | D. Kuipers                                                                    | 5 mei 1965        | zuil               | Kerkhoflaan                                             | Koudum         | 52° 54' 41" NB, 5° 26' 42" OL | Monument op de Algemene begraafplaats                                                    |
| 666  | Monument voor Enne Bruinsma                                                              | verzet Nederland | R. Hettema                                                                    | 4 mei 1949        | plaquette          | Tsjerkebuorren 23, 8734 GX                              | Oosterend      | 53° 5' 50" NB, 5° 37' 11" OL  |                                                                                          |
| 668  | Gedenksteen Andries Joustra in gevel Martinikerk                                         | verzet Nederland | Auke Hellinga                                                                 |                   | plaquette          | Tsjerkebuorren 23, 8734 GX                              | Oosterend      | 53° 5' 50" NB, 5° 37' 11" OL  | Gedenksteen Andries Joustra in gevel Martinikerk                                         |
| 746  | Monument bij de N.H. kerk                                                                | militairen in dienst van het Ned. Kon. 1940-1945, burgerslachtoffers, verzet Nederland                                                     | Ir. J.J.M. Vegter (1906-1982)                                                 | 4 mei 1957        | gedenksteen        | Buorren 9, 9012 DK                                      | Rauwerd        | 53° 5' 54" NB, 5° 45' 34" OL  | Monument bij de N.H. kerk                                                                |
| 750  | Monument aan de Wildinghelaan                                                            | geallieerde militairen |                                                                               | 6 mei 1995        | overig             | Wildinghelaan 1, 8747 NL                                | Wons           | 53° 5' 5" NB, 5° 25' 28" OL   | Monument aan de Wildinghelaan                                                            |
| 751  | Kapitein Boers viaduct                                                                   | militairen in dienst van het Ned. Kon. 1940-1945, verzet Nederland                                                                         |                                                                               | 28 mei 2005       | overig             |                                                         | Kornwerderzand | 53° 4' 25" NB, 5° 20' 13" OL  | Kapitein Boers viaduct                                                                   |
| 752  | Gedenkramen in het gemeentehuis                                                          | overig | Louis Boermeester                                                             | 1 april 1946      | glas-in-lood       | Jongemastraat 2, 8701 JD                                | Bolsward       | 53° 3' 43" NB, 5° 31' 23" OL  |                                                                                          |
| 757  | Gedenkramen in de Martinikerk                                                            | algemeen | Louis Boermeester                                                             | 11 juli 1955      | glas-in-lood       | Groot Kerkhof 26, 8701 HG                               | Bolsward       | 53° 3' 52" NB, 5° 31' 37" OL  | Gedenkramen in de Martinikerk                                                            |
| 826  | Oorlogsmonument                                                                          | geallieerde militairen, burgerslachtoffers                                                                                                 | Steenhouwerij Eggenlaar                                                       | 1952              | zuil               | Suderswei (N928)                                        | Ypecolsga      | 52° 55' 26" NB, 5° 35' 21" OL | Oorlogsmonument                                                                          |
| 827  | De Hoanne                                                                                | burgerslachtoffers | Willem Valk                                                                   | 5 september 1951  | beeld/sculptuur    | Monumentwei, 8771 SN                                    | Tjalhuizum     | 53° 2' 39" NB, 5° 36' 52" OL  | De Hoanne                                                                                |
| 830  | Monument voor de gevallenen                                                              | militairen in dienst van het Ned. Kon. na 1945, burgerslachtoffers, verzet Nederland                                                       | Willem Valk (beeldhouwer), Arjen Goodijk (architect)                          | 4 mei 1954        | overig             | Ald Tsjerkhof, 8551 PA                                  | Woudsend       | 52° 56' 33" NB, 5° 37' 41" OL | Monument voor de gevallenen                                                              |
| 831  | Brits erehof                                                                             | geallieerde militairen |                                                                               |                   | begraafplaats/graf | Nummer 11A, 8554 RD                                     | Ypecolsga      | 52° 55' 53" NB, 5° 36' 11" OL | Brits erehof                                                                             |
| 835  | Gedenksteen in de N.H. kerk                                                              | verzet Nederland | Arjen Goodijk                                                                 |                   | gedenksteen        | Boeijengastrjitte, 8627 SE                              | Gauw           | 53° 3' 30" NB, 5° 42' 50" OL  | Gedenksteen in de N.H. kerk                                                              |
| 836  | Monument in het gemeentehuis                                                             | verzet Nederland | Willem Valk                                                                   | 17 mei 1947       | beeld/sculptuur    | Stadslaan 75, 8651 AC                                   | IJlst          | 53° 0' 51" NB, 5° 36' 60" OL  |                                                                                          |
| 927  | Herdenkingsmonument                                                                      | militairen in dienst van het Ned. Kon. 1940-1945, burgerslachtoffers, verzet Nederland                                                     |                                                                               | 4 mei 1985        | zuil               | De Terp 21, 8629 RB                                     | Scharnegoutum  | 53° 3' 38" NB, 5° 40' 46" OL  | Herdenkingsmonument                                                                      |
| 1738 | oorlogsmonument                                                                          | algemeen | Willem Valk (beeldhouwer), Arjen Goodijk (architect)                          | 4 mei 1950        | beeld/sculptuur    | Grote Kerkstraat, 8601 ED                               | Sneek          | 53° 1' 55" NB, 5° 39' 32" OL  | oorlogsmonument                                                                          |
| 1962 | Monument voor Titus Brandsma                                                             | verzet Nederland | Gerhardus Jan Adema                                                           | 26 mei 1967       | beeld/sculptuur    | Prof. dr. Titus Brandsmalaan, 8701 AS                   | Bolsward       | 53° 3' 37" NB, 5° 31' 46" OL  | Monument voor Titus Brandsma                                                             |
| 1963 | Monument bij de Blauwpoortsbrug                                                          | overig | Ing. D. Hoogma                                                                |                   | gedenksteen        |                                                         | Bolsward       | 53° 3' 44" NB, 5° 31' 3" OL   | Monument bij de Blauwpoortsbrug                                                          |
| 1965 | Monument aan de Marnezijl                                                                | burgerslachtoffers | Jentsje Popma                                                                 | 2 mei 1953        | beeld/sculptuur    | Marnezijl                                               | Bolsward       | 53° 3' 42" NB, 5° 30' 36" OL  | Monument aan de Marnezijl                                                                |
| 2450 | Monument voor Geallieerde Vliegers                                                       | geallieerde militairen | Hutting natuursteen B.V.                                                      | 30 juni 2003      | zuil               | Spearsterdyk by 1, 8647 ET                              | Speers         | 53° 4' 9" NB, 5° 41' 58" OL   | Monument voor Geallieerde Vliegers                                                       |
| 2764 | Verzetsplaquette                                                                         | verzet Nederland |                                                                               | 16 april 2005     | plaquette          | J Jelles Hofstrjitte 14, 8611 JT                        | Gaastmeer      | 52° 57' 46" NB, 5° 32' 44" OL |                                                                                          |
| 2785 | Propeller-monument                                                                       | geallieerde militairen |                                                                               | 13 mei 1998       | overig             | Dorpsstraat to 76, 8759 LB                              | Exmorra        | 53° 3' 16" NB, 5° 27' 52" OL  | Propeller-monument                                                                       |
| 3143 | Monument voor Amerikaanse Vliegers                                                       | geallieerde militairen |                                                                               | 4 mei 2008        | gedenksteen        | Cnossenlaan, 8701 PB                                    | Bolsward       | 53° 3' 16" NB, 5° 31' 42" OL  |                                                                                          |
| 3319 | Oorlogsmonument voor militairen Wonsstelling                                             | militairen in dienst van het Ned. Kon. 1940-1945                                                                                           |                                                                               |                   | gedenksteen        |                                                         | Kornwerderzand | 53° 4' 31" NB, 5° 20' 13" OL  | Oorlogsmonument voor militairen Wonsstelling                                             |
| 3412 | Plaquette voor Johannes en Sjoukje Dijkstra                                              | verzet Nederland |                                                                               | 4 juli 2009       | plaquette          | De Dille, 9021 BH                                       | Oosterwierum   | 53° 6' 29" NB, 5° 44' 13" OL  |                                                                                          |
| 3482 | Verzetsmonument                                                                          | verzet Nederland | Ruth Vulto Gaube (1960)                                                       | 27 april 2010     | beeld/sculptuur    | Thomashof, 8711 LC                                      | Workum         | 52° 58' 21" NB, 5° 26' 20" OL | Verzetsmonument                                                                          |
| 3521 | Oorlogsmonument                                                                          | geallieerde militairen |                                                                               | 1995              | gedenksteen        |                                                         | Hieslum        | 53° 0' 30" NB, 5° 29' 20" OL  | Oorlogsmonument                                                                          |
| 3551 | Volk in nood, eendracht groot                                                            | burgerslachtoffers | Nico Onkenhout                                                                | 1956              | beeld/sculptuur    | Oppenhuizerweg 59, 8606 BS                              | Sneek          | 53° 1' 44" NB, 5° 40' 14" OL  | Volk in nood, eendracht groot                                                            |
| 3584 | Joods monument (2)                                                                       | vervolgden Nederland | Dirk Hakze                                                                    | 13 september 2010 | beeld/sculptuur    | Burgemeester de Hooppark 7, 8605 CR                     | Sneek          | 53° 2' 8" NB, 5° 40' 28" OL   | Joods monument (2)                                                                       |
| 3655 | Oorlogsmonument                                                                          | burgerslachtoffers | Monique Verbruggen                                                            | 4 mei 2009        | zuil               | Onderweg, 8723EL                                        | Kubaard        | 53° 7' 11" NB, 5° 34' 18" OL  | Oorlogsmonument                                                                          |
| 3658 | Herdenkingsmonument                                                                      | algemeen, burgerslachtoffers | K.Gerssen                                                                     | 2 mei 2007        | beeld/sculptuur    | Hegewei to 31                                           | Hemelum        | 52° 57' 58" NB, 5° 55' 10" OL | Herdenkingsmonument                                                                      |
| 4080 | Marinemonument                                                                           | militairen in dienst van het Ned. Kon. 1940-1945                                                                                           | Hennie Beverdam                                                               | 7 april 2005      | plaquette          |                                                         | Kornwerderzand | 53° 4' 24" NB, 5° 20' 1" OL   | Marinemonument                                                                           |
| 4471 | Nationaal Monument Missing Airmen in IJsselmeer                                          | geallieerde militairen |                                                                               | 26 juni 2022      | beeld/sculptuur    | Sedyk                                                   | Molkwerum      | 52° 54' 22" NB, 5° 23' 39" OL |                                                                                          |
| 4534 | Mosquito-monument                                                                        | geallieerde militairen |                                                                               | 30 april 2013     | beeld/sculptuur    | Roodhemsterweg 8, 8651 CV                               | IJlst          | 53° 0' 53" NB, 5° 37' 8" OL   | Mosquito-monument                                                                        |
|      | Monument Betty Friederika Maarzen                                                        | vervolgden Nederland |                                                                               | 4 mei 2012        | gedenksteen        | Ald Tsjerkhof, 8551 PA                                  | Woudsend       | 52° 56' 33" NB, 5° 37' 41" OL | Monument Betty Friederika Maarzen                                                        |
|      | Vector of Memory ‘Liberation by the Royal Canadian Dragoons’ bij Kazemattenmuseum        | geallieerde militairen | Studio Daniel Libeskind                                                       | 18 april 2025     | glas en metaal     |                                                         | Kornwerderzand | 53° 4' 24" NB, 5° 20' 0" OL   |                                                                                          |
|      | Stolpersteine                                                                            | vervolgden Nederland | Gunter Demnig                                                                 |                   | reliëf             | Zie Stroffelstiennen (Stolpersteine) in Súdwest-Fryslân | Sneek          |                               | Meer afbeeldingen                                                                        |